# Stenodynerus fundatiformis
Stenodynerus fundatiformis är en stekelart som först beskrevs av Roberts 1901.  Stenodynerus fundatiformis ingår i släktet smalgetingar, och familjen Eumenidae. Utöver nominatformen finns också underarten S. f. gonosceles.